# Lennart Bergentz

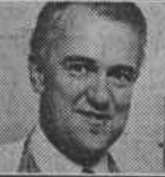
Lennart Bergentz

Lars Lennart Bergentz, född 7 september 1926 i Karlstad, död 18 juni 2006 i Norrköping, var en svensk arkitekt.
Bergentz, som var son till lektor Sven Bergentz och Nelly Skoglund, avlade i studentexamen i Uddevalla 1944 och utexaminerades från Chalmers tekniska högskola 1950. Han anställdes hos professor Melchior Wernstedt 1951, blev arkitekt på stadsplanekontoret i Göteborg 1956, chef för Landsbygdens Byggnadsförenings planavdelning i Linköping 1958, planarkitekt i Norrköping 1963, generalplanearkitekt där från 1964 och senare stadsarkitekt. Han var t.f. speciallärare i beskrivande geometri vid Chalmers tekniska högskola 1956–1958. Han utgav Vi byggde Norrköping (1993) och Byggnadsaktiebolaget Henry Ståhl 1947–1997 (1997). Lennart Bergentz är begravd på Södra begravningsplatsen i Norrköping. 